# Ali Liebegott
Ali Liebegott, née le 8 août 1971 dans le comté de Ventura en Californie, est une écrivaine, scénariste, productrice et actrice américaine.

## Filmographie

### Comme productrice
- 2013 : Valencia
- 2017 : Transparent (série télévisée) (10 épisodes)
- 2017 : Transparent: The Lost Sessions (série télévisée) (11 épisodes)
- 2018 : The Conners (série télévisée) (5 épisodes)

### Comme scénariste
- 2014-2017 : Transparent (14 épisodes)

### Comme actrice
- 2014-2015 : Transparent (série télévisée) : Tiffany (4 épisodes)
- 2016 : Maron (série télévisée) : Jack
- 2017 : Post-Apocalyptic Potluck (court métrage)
- 2017 : Transparent: The Lost Sessions (série télévisée) : Tiffany
- 2017 : Ten Days in the Valley (série télévisée) : Carmen (2 épisodes)
- 2018 : The Conners (série télévisée) : Bridgette
- 2018 : Alice & Iza (téléfilm) : Jodi
- 2019 : Emmett : Pawn Store Clerk